# Philocompus divergens
Philocompus divergens är en tvåvingeart som först beskrevs av Walker 1860.  Philocompus divergens ingår i släktet Philocompus och familjen bredmunsflugor. Inga underarter finns listade i Catalogue of Life.